# Замок Баллітейгу
Замок Баллітейгу (англ. Ballyteigue Castle) — замок Балє Тайг — один із замків Ірландії, розташований у графстві Вексфорд.

## Історія замку Баллітейгу
Замок Баллітейгу розташований у місті з такою ж назвою і на землі з такою ж назвою на берегах озера Баллітейгу-Лох. Ірландська (гельська) назва замку — Baile Thaidhg — Балє Тайг — «Місто Тайга». Стара фортеця є частиною сучасного житлового будинку і донжон замку завжди був під дахом і в хорошому стані. Замок Баллітейгу побудований Вальтером де Вітті — одним з англо-норманських колоністів Ірландії, що оселились в Ірландії після англо-норманського завоювання Ірландії 1172 року. Він по суті став засновником ірландського клану Вітті — англо-норманська родина Вітті швидко злилася з ірландцями і перейняла їхні звичаї. Старшого сина в родини обов'язково називали Волтер (Вальтер). Є різні варіанти написання і вимови прізвища Вітт — Whythay, Whythey, Wytteyer, Whittey, Wythay в давніх документах. Сер Річард Вітті був присяжним графства Вотерфорд у 1266 році. Сер Генрі Вітті був присяжним у 1280 році. Сер Річард Вітті був викликаний англійським парламентом як барона короля Едуарда III. Його син Річард володів трьома земельними ділянки в Баллітейгу в 1335 році.
Сер Річард Вітті Баллітейгу помер у 1539 році. Його син Роберт Вітті мав тільки 14 років на момент смерті свого батька. Опіку над замком і землями Баллітейгу було надано Джону Девере. Нерухомість тоді складала 3 садиби і 523 акрів землі.
Потім маєток і замок Баллітейгу були у володінні сера Річарда Вітті в 1624—1634 роках. Під час громадянської війни на Британських островах і після придушення повстання за незалежність Ірландії маєток і замок Баллітейгу було конфісковано. Маєтки і замок Баллітейгу отримав полковник Бретт. Потім замок потрапив у володіння клану Свін, потім замок перейшов у володіння клану Колклоу з абатства Тінтерн.
У 1798 році замок був резиденцією Джона Колклоу — одного з лідерів повстання за незалежність Ірландії в графстві Вексфорд. Йому було всього 29 років, коли повстання спалахнуло. Як тільки Багнал Харві почув, що повстанці Вексфорда не збираються капітулювати після поразки повстання, він поспішив до замку Баллітейгу, але Колклоу і його дружина і дитина вже втекли до одного з островів Салті. Він вирушив за ними, острів обшукали і втікачів знайшли в печері. Вони були передані в Вексфорд, лорда Колклоу негайно судили і повісили. Голова лорда Колклоу похована на кладовищі Святого Патріка у Вексфорді.
Його маленька дочка і єдина дитина успадкувала замок і землі Баллітейгу. Вона потім вийшла заміж за капітана Янга, і обидва вони жили в замку Баллітейгу до своєї смерті. Їх єдина дочка продала замок лорду Едварду Мідоу. Потім замок потрапив у власність до лорда Томаса Гранта, чиї нащадки живуть у замку досі.